# Bataille du cap Béveziers
Pour les articles homonymes, voir Béveziers et Bataille du cap Béveziers (1707).
Guerre de la Ligue d'Augsbourg
Batailles
- Philippsbourg (1688)
- Sac du Palatinat (1689)
- Baie de Bantry (1689)
- Mayence (1689)
- Walcourt (1689)
- Fleurus (1690)
- Cap Béveziers (1690)
- La Boyne (1690)
- Limerick (1690)
- Staffarda (1690)
- Québec (1690)
- Coni (1691)
- Mons (1691)
- Leuze (1691)
- Aughrim (1691)
- La Hougue (1692)
- Namur (1692)
- Steinkerque (1692)
- Lagos (1693)
- Neerwinden (1693)
- La Marsaille (1693)
- Charleroi (1693)
- Saint-Malo (1693)
- Rivière Ter (1694)
- Camaret (1694)
- Texel (1694)
- Dieppe (1694)
- Bruxelles (1695)
- Namur (1695)
- Dogger Bank (1696)
- Carthagène (1697)
- Barcelone (1697)
- Baie d'Hudson (1697)

La bataille du cap Béveziers, ou bataille de Beachy Head du côté britannique, est une bataille navale qui oppose une flotte française à une flotte anglo-hollandaise le 10 juillet 1690 pendant la guerre de la Ligue d'Augsbourg. 
Cette bataille est la principale victoire sur mer des Français sur leurs ennemis anglais et hollandais pendant ce conflit. La flotte ennemie perd entre 7 et 11 vaisseaux au total alors que les Français n'ont aucune perte à déplorer. Toutefois, si le contrôle de la Manche tombe entre les mains des Français, l'amiral de Tourville échoue à poursuivre la flotte alliée avec suffisamment de détermination, lui permettant de se réfugier dans la Tamise.
Tourville est sévèrement blâmé de ne pas avoir su pousser son avantage et est relevé de son commandement. L'amiral britannique, le comte de Torrington — qui s'était prononcé contre le fait d'attaquer une flotte française supérieure — est lui aussi critiqué par la reine Mary et ses ministres, et passe en cour martiale. Bien qu'il ait été acquitté, Guillaume III lui fait quitter le service actif.

## Contexte
En mars 1689, Jacques II d'Angleterre, accompagné de troupes françaises, navigue pour l'Irlande, espérant rallier les catholiques à sa cause et regagner son trône. Louis XIV a bien volontiers apporté son soutien au roi déchu, car la perspective d'une guerre en Irlande détournerait une partie des armées de Guillaume d'Orange du théâtre de la guerre qui fait, à ce moment, rage dans les Flandres.
Le 6 mai 1689, une flotte française de 24 vaisseaux de guerre et de navires de transports, commandée par Châteaurenault, quitte Brest pour convoyer l'aide de la France à Jacques II. Cependant, la présence de l'amiral anglais, Arthur Herbert (bientôt connu comme Lord Torrington), rend le débarquement impossible à Kinsale, et force l'amiral français à ancrer sa flotte dans la baie de Bantry, le 10 mai. Le matin suivant, l'escadre de Herbert, composée de 19 navires de ligne, approche des Français. Appréhendant parfaitement la situation, Châteaurenault ne se laisse pas encercler dans la baie et repousse les Anglais en haute mer, où il les affronte pendant quatre heures. La bataille de la baie de Bantry n'est pas décisive. Les deux flottes subissent peu de dégâts, mais la manœuvre a permis le débarquement des troupes et de leurs approvisionnements. La flotte française rentre à Brest le 18 mai. 
La coalition anglo-néerlandaise a également remporté un certain succès. Le 10 août 1689, l'amiral George Rooke transporte des troupes d'Angleterre en Irlande du Nord pour casser le siège de Londonderry. Plus tard, il débarque les forces du maréchal Arthur Herbert près de Carrickfergus et parvient à garder des communications ouvertes entre l'Angleterre et l'Irlande. Cependant, quand le secrétaire d'état Daniel Finch de Nottingham et l'amiral Edward Russell (1er comte d'Orford) élaborent les plans de l'année suivante, la puissance des forces navales est toujours en faveur de la France.  
Le gros de la flotte anglaise est posté dans la Manche, sous les ordres de Torrington, mais une partie non négligeable de cette flotte, sous les ordres du vice-amiral Henry Killigrew, est en Méditerranée, occupée comme l'espère Nottingham à tenter de neutraliser l'escadre française de Toulon. Les alliés ont également une petite escadre sous les ordres du vice-amiral Cloudesley Shovell en mer d'Irlande, mais bien trop petite pour arrêter les Français, s'ils décident de prendre le commandement de la région. Au lieu de cela Louis XIV dirige sa marine contre Torrington dans la Manche.
Le mois suivant, la flotte française du comte de Tourville est rejointe à Brest par l'escadre de Toulon, qui est parvenue à se débarrasser de Killigrew au large de Cadix. 
Tandis que la flotte française est inactive à Brest, les Anglais rassemblent une armée sur la côte occidentale de l'Angleterre. Le 21 juin, Guillaume d'Orange embarque ses forces à Chester à bord de 280 navires de transports. Le 24 juin, il débarque à Carrickfergus avec 15 000 hommes.

## Prélude
Tourville, qui commande maintenant les forces combinées de la flotte du Ponant et de la flotte du Levant, quitte Brest le 23 juin. Le 30 juin, il est au large du Cap Lizard. La flotte anglaise quitte l'île de Wight où, les dix derniers jours, elle a reçu des renforts d'autres navires anglais, et d'une escadre hollandaise commandée par Cornelis Evertsen. Mais comme une grande partie de la marine royale a été détournée pour protéger des corsaires le commerce maritime, la flotte alliée ne compte finalement que 57 navires de ligne totalisant 4 153 canons tandis que la flotte de Tourville en compte 4 600.
Le 5 juillet, Torrington aperçoit les Français et évalue leurs forces à presque 80 navires de ligne. Marie II et son « Conseil des neuf » s'empressent de prendre des mesures pour la défense du pays. Carmarthen recommande le combat, de même que Nottingham et Russell, qui sont persuadés que les Français ne sont pas aussi forts que le pessimiste amiral Torrington ne l'a rapporté, et que seuls le défaitisme ou la trahison peuvent expliquer ce rapport. Devonshire est encore plus mécontent : « C'est mon devoir, Madame, de dire à Votre Majesté exactement ce que je pense sur une question de cette importance ; et je pense que Lord Torrington n'est pas un homme à qui faire confiance en ce qui concerne le destin des trois royaumes. »
Torrington annonce son intention de faire retraite devant la supériorité de la flotte française, mais l'ordre de combattre lui parvient le 9 juillet alors qu'il est au large du cap Bévéziers. Il n'a d'autre choix que d'obéir.

## Les forces en présence

La carte des événements

Chaque camp aligne une « armée navale ». Par tradition, et imitation d'une armée sur terre, elle est divisée en trois corps. Ces corps sont désignés « avant-garde », « corps de bataille » (ou « centre ») et « arrière-garde ». Chaque corps correspond à une escadre. Pour les reconnaître, chacune arbore un pavillon à sa couleur. Chez les Français, on trouve blanc pour le centre, bleu pour l'arrière-garde, blanc et bleu pour l'avant-garde. Chez les Anglais, on trouve rouge pour le centre, bleu pour l'arrière-garde et blanc pour l'avant-garde.
Chaque escadre est ensuite répartie en divisions, de 3 vaisseaux au minimum. Une armée navale doit, en théorie, regrouper 27 vaisseaux de ligne ou plus.
Les Français, sous le commandement du vice-amiral Anne Hilarion de Tourville alignent 75 vaisseaux de ligne, 6 frégates et 5 brûlots, soit 4 600 canons et 28 000 marins. L'arrière-garde, sous les ordres du vice-amiral d'Estrées, est de 23 vaisseaux, le centre, sous les ordres de Tourville, 25 vaisseaux, et l'avant-garde, de Châteaurenault, 22 vaisseaux. Tourville est sur le Soleil Royal, au milieu du corps de bataille. Ce navire est un trois-ponts, réarmé au début de la guerre avec 104 canons. Mais pour des raisons de stabilité, il n'en porte, pour cette campagne, que 98.
Les Anglais, sous les ordres du vice-amiral Arthur Herbert de Torrington, alignent une soixantaine de vaisseaux dont 22 Hollandais, soit 4 153 canons et 19 000 marins. L'avant-garde est composée des Hollandais, sous les ordres de Cornelis Evertsen, soit 22 vaisseaux de ligne mais seulement 6 de 70 canons ou plus. Le centre, sous le commandement de Herbert, compte 21 vaisseaux dont 15 de 70 canons ou plus. Enfin, l'arrière-garde, sous les ordres de Ralph Delaval, comprend 13 vaisseaux dont 9 de 70 canons ou plus. Herbert est aussi au milieu de l'escadre du centre, sur le Royal-Sovereign, 100 canons.
Les forces semblent assez équilibrées. Les avant-gardes ont chacune 22 vaisseaux et environ 1 312 à 1 374 canons. Les corps de bataille, 25 vaisseaux contre 21 et 1 568 contre 1 510 canons. La différence la plus marquée est dans les escadres bleues d'arrière-garde. Les Français alignent 23 vaisseaux contre 13 et 1 390 canons contre 912.
Pour avoir une idée de ce que représentent ces armées en ligne de bataille, en admettant que les navires soient espacés d'une encablure chacun, il faut imaginer une ligne déployée sur plus de 10 milles nautiques devant être commandée.

## La bataille

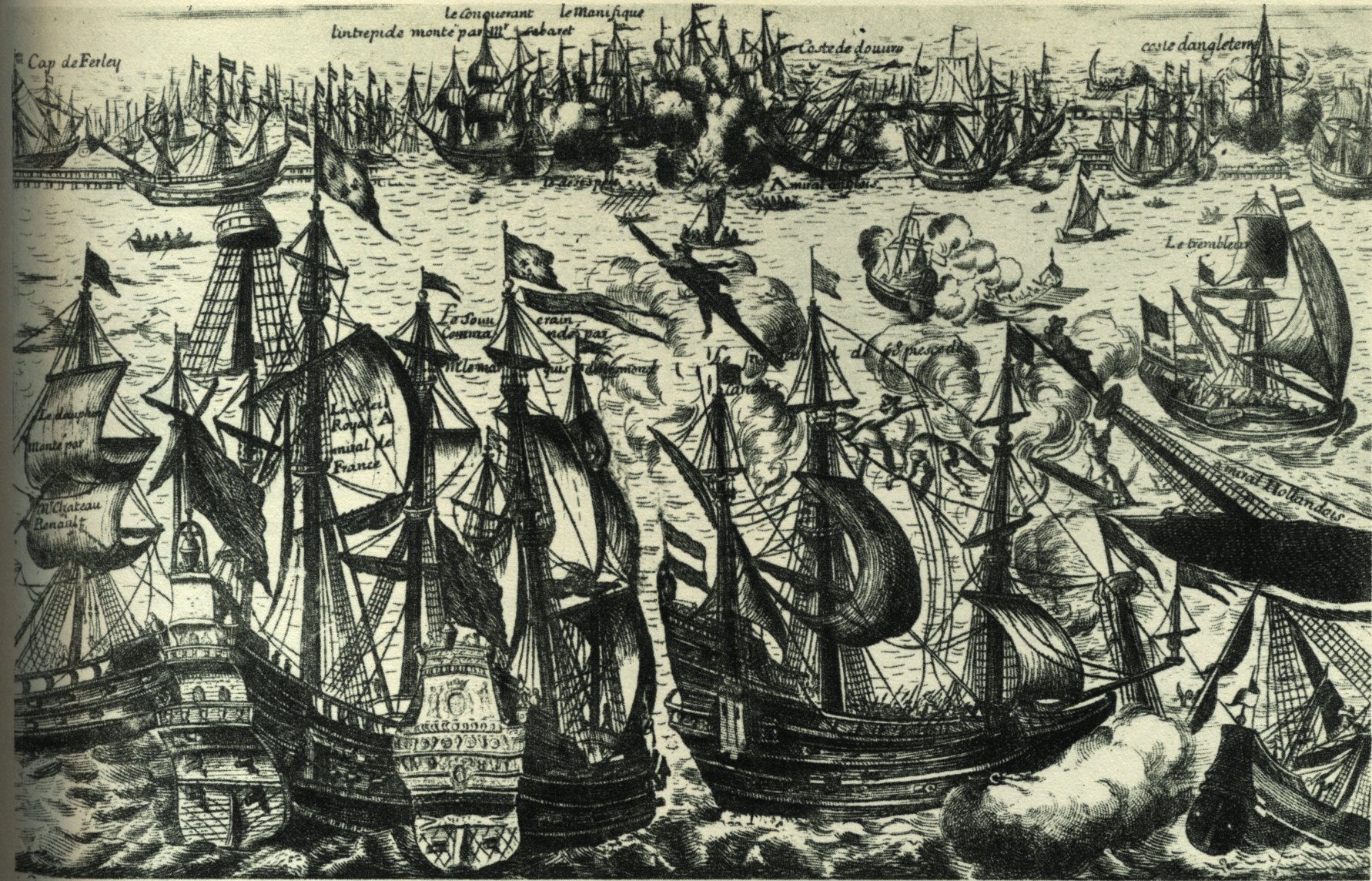
La bataille du cap Béveziers, présentée par une gravure d'époque.

Le jour suivant, le 10 juillet, les deux flottes avancent en ligne. Les Hollandais, qui constituent l'avant-garde, se font encercler par l'avant-garde française. Les Anglais ne les soutiennent que mollement.
Pendant plusieurs heures, les Hollandais soutiennent un combat inégal avec un soutien minime du reste de la flotte alliée. Evertsen, qui a perdu beaucoup d'officiers dont son second, est forcé de se retirer. Deux navires hollandais coulent. Un autre, brisé et démâté, réduit à l'état de ponton, est capturé. Beaucoup d'autres sont gravement endommagés.
À la mi-journée, lors du changement de marée, les Français sont entraînés par les courants, tandis que leurs adversaires, ayant pris la précaution de mouiller leurs ancres, sont hors de portée des canons.
Les Anglo-Hollandais ont perdu 17 vaisseaux. Les Français dont la flotte est quasiment intacte, sont victorieux. Mais la victoire est loin d'être décisive. Quand la marée s'inverse de nouveau vers 21h00, les alliés dérapent leurs ancres. Tourville les poursuit mais au lieu de commander la chasse il a maintenu la ligne de bataille, ramenant la vitesse de la flotte à celle des navires les plus lents. Beaucoup, et en particulier Seignelay, estiment alors que la flotte alliée aurait pu être détruite si Tourville avait été plus entreprenant. 
Torrington parvient à gagner l'embouchure de la Tamise. Dès qu'il est en sûreté dans le fleuve, il commande d'enlever toutes les bouées de navigation, rendant sa poursuite trop dangereuse.

## Les conséquences
Cette victoire française permet à Tourville de prendre le contrôle de la Manche. Toutefois, Tourville est sévèrement blâmé de ne pas avoir su pousser son avantage et est relevé de son commandement. Certains estimèrent qu'il aurait pu infliger davantage de dégâts à la flotte ennemie.
La défaite du cap Bévéziers cause une panique en Angleterre. Dans l'atmosphère de paranoïa qui règne alors, personne n'attribue la défaite aux ordres donnés. Nottingham accuse Torrington de trahison. « Je ne peux vous exprimer, » écrit Guillaume d'Orange au Grand-pensionnaire Anthonie Heinsius, « comment je suis affligé suite au désastre de la flotte. J'en suis d'autant plus profondément affecté que j'ai été informé que mes bateaux n'ont pas correctement soutenu ceux de vos domaines, et les ont laissés dans l'embarras ». Torrington est envoyé à la Tour de Londres en attendant d'être traduit devant le conseil de guerre de Chatham, mais à l'étonnement de Guillaume et de ses ministres — et au soulagement des marins anglais qui le considéraient comme un sacrifié politique — la cour l'acquitte. Il n'eut cependant plus jamais de commandement, et lorsqu'il tenta de regagner son siège à la Chambre des lords, Guillaume refusa de le voir et l'écarta. 
Cette bataille est considérée comme la plus belle victoire de la marine du Roi-Soleil, alors qu'au même moment, les troupes envoyées en Irlande sont battues à la bataille de la Boyne.

### Sources et bibliographie
: document utilisé comme source pour la rédaction de cet article.
En français
- Philippe Le Valois marquis de Villette-Mursay (préf. , notes et introduction de Michel Vergé-Franceschi), Mes campagnes de mer sous Louis XIV, Paris, Éditions Tallandier, 1991. Villette-Mursay est vice-amiral de l'escadre bleue française, c’est-à-dire l'arrière-garde dirigée par Châteaurenault.
- Jean Meyer, Béveziers, 1690, La France prend la maîtrise de la Manche, Paris, Economica, coll. « Campagnes et stratégies », 1993, 124 p. (ISBN 978-2-7178-2455-1, OCLC 415914580)
- Guy Le Moing, Les 600 plus grandes batailles navales de l'Histoire, Rennes, Marines Éditions, mai 2011, 620 p. (ISBN 978-2-35743-077-8)
- Jean-Claude Castex, Dictionnaire des batailles navales franco-anglaises, Laval (Canada), éditions Presses Université de Laval, 2004 (ISBN 2-7637-8061-X, lire en ligne)
- Jean Meyer et Martine Acerra, Histoire de la marine française : des origines à nos jours, Rennes, Ouest-France, 1994, 427 p. [détail de l’édition] (ISBN 2-7373-1129-2, BNF 35734655)
- Michel Vergé-Franceschi (dir.), Dictionnaire d'Histoire maritime, éditions Robert Laffont, coll. « Bouquins », 2002
- Garnier Jacques (dir.), Dictionnaire Perrin des guerres et des batailles de l'histoire de France, Paris, éditions Perrin, 2004, 906 p. (ISBN 2-262-00829-9)
- Alan James, « La bataille du Cap Béveziers (1690) : une glorieuse victoire pour le roi stratège », dans Ariane Boltanski, Yann Lagadec et Franck Mercier (dir.), La bataille : du fait d'armes au combat idéologique, XIe – XIXe siècle, Rennes, Presses universitaires de Rennes, coll. « Histoire », 2015, 288 p. (ISBN 978-2-7535-4029-3, présentation en ligne), p. 205-218.

En anglais
- (en) Cet article est partiellement ou en totalité issu de l’article de Wikipédia en anglais intitulé « Battle of Beachy Head (1690) » (voir la liste des auteurs) dans sa version du 7 mai 2007.
- (en) Nicholas B&T Tunstall, Naval Warfare in the Age of Sail : The Evolution of Fighting Tactics, 1650-1815, Londres, 1990 (ISBN 0-7858-1426-4), p. 53 et suiv.On y trouvera en particulier des reproductions montrant les dispositifs adoptés par les deux flottes.

Béveziers dans la littérature
- Bruno Robert (ill. : Daniel Lordey), L'enseigne du Soleil Royal. roman, P. Téqui, Paris, 2007, collection « Défi » no 25 (ISBN 978-2-7403-1386-2)